# Borgsum
Borgsum (friesisch: Borigsem) ist eine Gemeinde auf der Insel Föhr, die zum Kreis Nordfriesland in Schleswig-Holstein gehört. Fünf Aussiedlerhöfe liegen im Gemeindegebiet.

## Geographie

### Geographische Lage
Das Gemeindegebiet von Borgsum erstreckt sich im Süden des Föhrer Marschkoogs am Übergang zum südlich davon gelegenen schmalen Landstreifen der Geest im Westteil der nordfriesischen Insel Föhr.

### Nachbargemeinden
Angrenzende Gemeindegebiete sind:
| Süderende | Oldsum                                      | Alkersum |
| Oldsum    | Kompassrose, die auf Nachbargemeinden zeigt |          |
|           | Witsum                                      | Nieblum  |

## Geschichte
Der Ortsname bedeutet Siedlung an der Burg. Gemeint ist die Lembecksburg.
Dabei handelt es sich um einen 10 m hohen Ringwall mit einem Durchmesser von 95 m, der im 9. Jahrhundert zum Schutz vor den Wikingern angelegt wurde. Die Burg wurde nach dem Ritter Klaus Lembeck benannt, der hier im 14. Jahrhundert als Statthalter des dänischen Königs Waldemar IV. residiert haben soll. Nach Bruch des Lehnseides soll er dort vom Heer des Königs belagert worden sein. Nach anderen Angaben betrat Lembeck die Insel aber nie. Erstmals urkundlich erwähnt wurde Borgsum 1462.
1991 wurde eine Windmühle anstelle einer baufälligen Mühle errichtet.

## Politik
Seit der Kommunalwahl 2023 hält die Borgsumer Wählergemeinschaft wieder alle neun Sitze in der Gemeindevertretung. Die Wahlbeteiligung lag bei 66,5 %.

## Wirtschaft
Borgsum ist durch Landwirtschaft und Tourismus geprägt. Daneben gibt es einige Handwerksbetriebe.
In Borgsum gibt es die einzige Bowlingbahn auf der Insel.

## Einzelnachweise

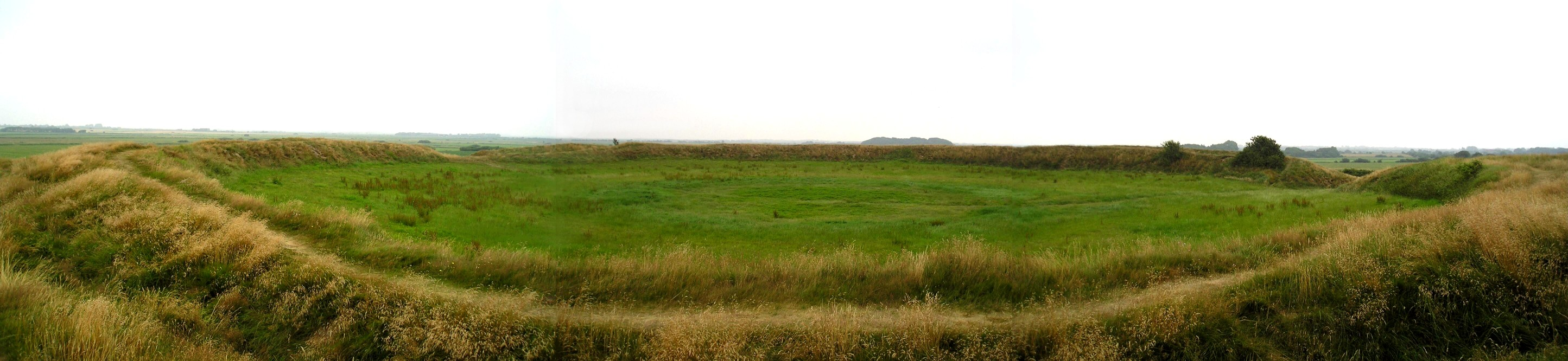
Die Lembecksburg

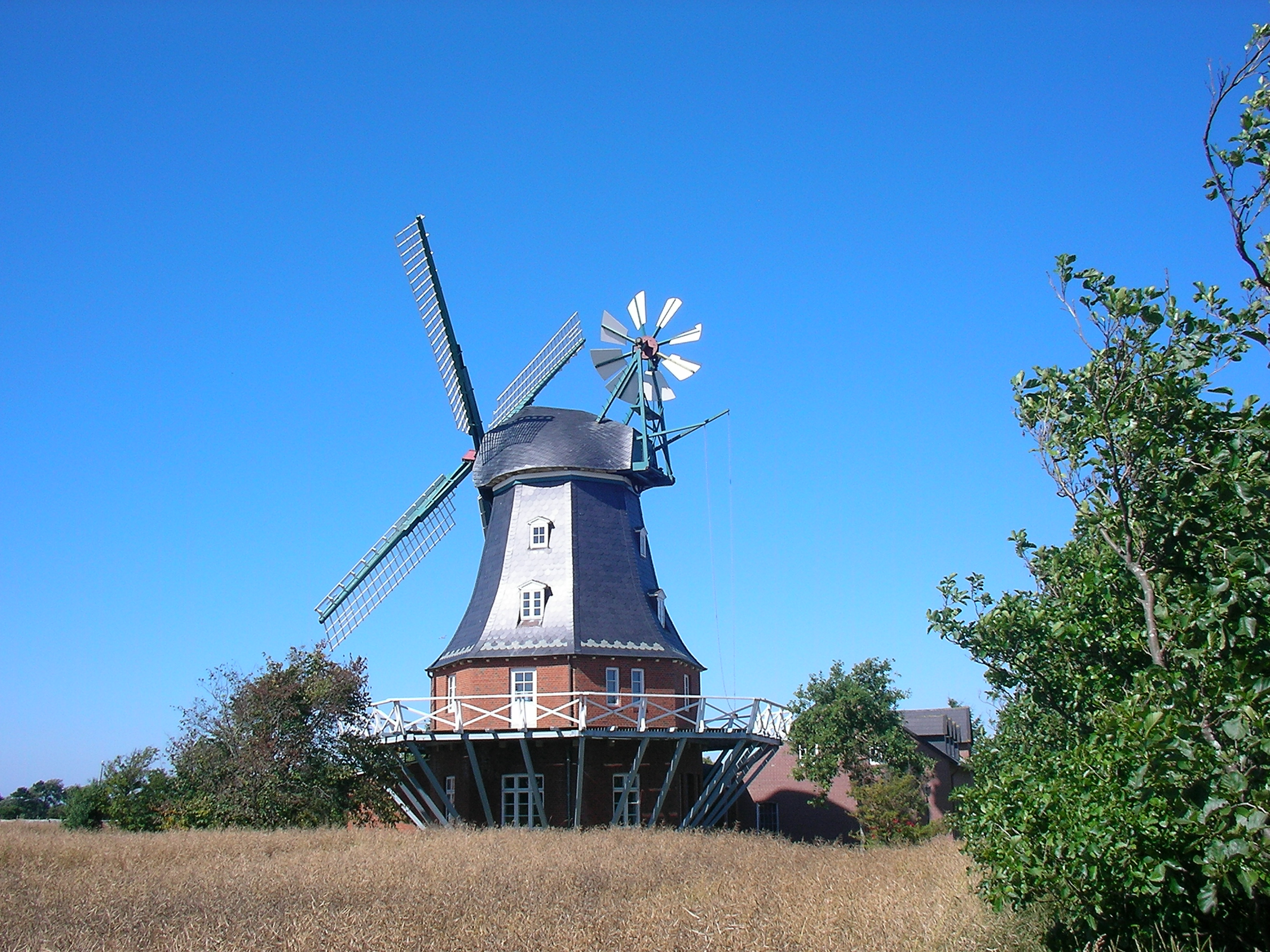
Borgsum – Windmühle